# Oronzio Massa
Oronzio Massa (Lecce, 18 agosto 1760 – Napoli, 14 agosto 1799) è stato un generale italiano, martire della Repubblica Napoletana (1799).

## Biografia
Appartenente a una famiglia aristocratica (il padre Girolamo era barone di Galugnano, la madre Antonella Alfarano Capece, anch'essa di famiglia patrizia), frequentò l'accademia ed entrò adolescente nel reggimento Real Campania. Nel 1780 ebbe il grado di luogotenente. Fece esperienza come ufficiale in operazioni all'estero nelle varie coalizioni antifrancesi. Fu membro della Massoneria.
Nella Repubblica Napoletana (1799) ebbe il grado di generale delle artiglierie a Castel Nuovo. 
Quando l'armata sanfedista entrò in Napoli (13 giugno 1799) Massa si asserragliò con i patrioti a Castelnuovo. Massa venne incaricato di intavolare le trattative col cardinale Ruffo. Secondo i patti firmati il 21 giugno dal comandante della guarnigione francese Méjean con Ruffo i combattenti repubblicani avrebbero ricevuto l'onore delle armi e avrebbero potuto lasciare Napoli per essere esiliati in Francia. Massa non si faceva illusioni sul rispetto della parola data da parte dei sanfedisti e confidò a Pietro Colletta: 
(Pietro Colletta, Storia del Reame di Napoli, Libro IV "Repubblica Partenopea (1799)", Capo III, XXXVI)
Come commentò Dumas, disgraziatamente Massa diffidava di Ruffo e si fidava di Nelson. Tradendo la parola data, Nelson fece scendere con l'inganno i repubblicani; Massa venne condotto sull'ammiraglia di Nelson, da dove fu tradotto nelle fosse di Castel Nuovo. Sottoposto al giudizio della Giunta dei generali, Massa fu condannato a morte dalla Giunta di Stato. Assieme a Eleonora de Fonseca Pimentel, Oronzio Massa era uno dei due che potevano essere uccisi senza il beneplacito del re.